# Landsfodboldturneringen 1914-15
Landsfodboldturneringen 1914-15 skulle have været den tredje sæson om Danmarksmesterskabet i fodbold for herrer organiseret af DBU. Turneringen blev aflyst på grund af 1. Verdenskrig.

## Baggrund
DBU valgte i foråret 1915 at aflyse turneringen, da der var mangel på brændsel til færger og tog, samt på grund af udlægning af søminer i Østersøen, hvilket gjorde skibsejlads risikabelt. Det var derfor ikke muligt at gennemføre Provinsmesterskabsturneringen, efter at de lokale unionsturneringer var afsluttet.

## Provinsmesterskabsturneringen
Følgende fem hold havde kvalificeret sig som vindere af de regionale unionstureringer, men turneringen blev aflyst:
- Bornholms Boldspil Union (BBU): IK Viking
- Fyns Boldspil Union (FBU): OB
- Jydsk Boldspil Union (JBU): Vejle BK
- Lolland-Falster Boldspil Union (LFBU): B 1901
- Sjællands Boldspil Union (SBU): Helsingør IF

## A-Rækken (København)
| Pos | Hold         | K  | V | U | T | M+ | M- | MR    | P  | Kvalifikation               |
| --- | ------------ | -- | - | - | - | -- | -- | ----- | -- | --------------------------- |
| 1   | B 93         | 10 | 9 | 1 | 0 | 38 | 13 | 2,923 | 19 | Kvalificeret til finale     |
| 2   | KB (M)       | 10 | 6 | 1 | 3 | 31 | 19 | 1,632 | 13 | Kvalificeret til semifinale |
| 3   | AB           | 10 | 5 | 0 | 5 | 38 | 27 | 1,407 | 10 |                             |
| 4   | Frem         | 10 | 4 | 0 | 6 | 22 | 27 | 0,815 | 8  |                             |
| 5   | B 1903       | 10 | 2 | 3 | 5 | 19 | 31 | 0,613 | 7  |                             |
| 6   | Østerbros BK | 10 | 1 | 1 | 8 | 19 | 50 | 0,380 | 3  |                             |